# Harry Karstens
Henry Peter "Harry" Karstens (ur. 1878 w Chicago, zm. 28 listopada 1955) był szefem Narodowego Parku Mount McKinley (teraz Park Narodowy Denali) w latach 1921 - 1928. Był jednym z przewodników w pierwszym udanym wejściu na Denali (McKinley) w 1913 r.
Na północ przeniósł się w latach Gorączki złota nad Klondike w 1897 r. W 1907 r., Karstens towarzyszył myśliwemu Charlesowi Sheldonowi, w jego wyprawach. Dzięki jego wpływom powstał park narodowy pod Mount McKinley.